# Liahona

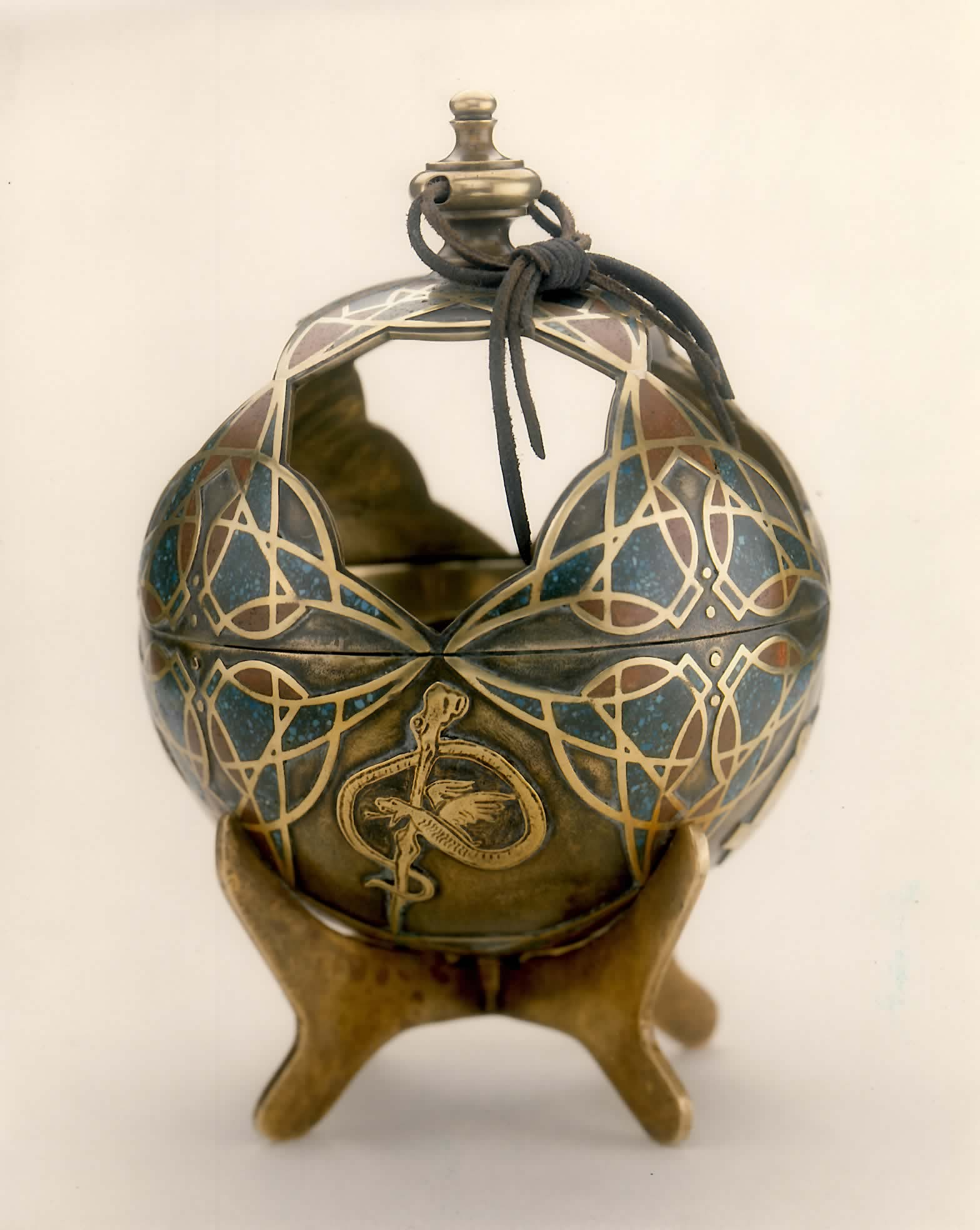
Liahona

La liahona es una esfera metálica que, según el Libro de Mormón, servía tanto como brújula como para dar advertencias espirituales a los personajes, Lehi, Nefi y sus descendientes, a través del desierto arábigo.
El nombre también es usado por La Iglesia de Jesucristo de los Santos de los Últimos Días como la denominación de su revista internacional oficial en idiomas distintos del inglés.

## Descubrimiento
En el relato del Libro de Mormón, la liahona fue descubierta por Lehi frente a la entrada de su tienda, poco después de que partiera con su familia de la ciudad de Jerusalén. Se describe a la esfera como de bronce fino, «esmeradamente labrada» en la que se veían dos agujas, una de las cuales indicaba el camino que Lehi y su grupo habría de seguir en su travesía por el desierto en busca de la Tierra Prometida. El uso de la Liahona tenía también implicaciones espirituales, imprimiéndose sobre su superficie mensajes divinos de Dios y sus agujas funcionaban «de acuerdo con la fe, diligencia y atención» que sus usuarios le daban, en ocasiones dejando de funcionar si entraban en ánimos de rebelión o infidelidad a las leyes de Dios. Además del libro del Primer Libro de Nefi, la Liahona se menciona en el Libro de Alma en el que se dice que la interpretación de la palabra es brújula o director.

## Etimología
El profesor Hugh Nibley, miembro de la iglesia de Jesucristo de los Santos de los Últimos Días , dio dos posibilidades del significado de la palabra liahona:

“Muchas personas han tratado la palabra liahona. Desde hace unos años tenemos aquí un profesor de la Universidad Hebrea… Su nombre es Shunary. Nunca se ha unido a la Iglesia, pero la primera cosa que le fascinó fue el nombre liahona. Lo rastreó a la reina de las abejas, la líder de las abejas voladoras del desierto. Cuando la abeja deambula, eso es liahona. Yo lo tomé de otra parte. Yah es, lógicamente, Jehová Dios. Liyah significa el posesivo 'De Dios es la guía', hona (Liyahhona). Es una suposición mía, no la menosprecie. Cualquiera que sea el caso, es una buena suposición."

En el Libro de Mormón se dice que la palabra proviene del egipcio reformado y significa «brújula».

## Simbolismos
Por razón de que el Libro de Mormón es una fuente de dirección teológica para la religión de los Santos de los Últimos Días, sus enseñanzas tienen aplicación individual en las vidas de sus fieles. Tal aplicación es el caso con la liahona, en la que líderes de los Santos de los Últimos Días han usado a la esfera del relato como una simbología de la conciencia humana que puede servir como brújula para la persona en apuntar a la dirección del bien. En otras ocasiones similares se ha dicho públicamente que Jesucristo representa la brújula que guía a la humanidad en proporción a la diligencia que se le da en seguirle. El mismo Libro de Mormón contiene una instancia en la que se compara a la liahona con la palabra de Dios.